# Estlands administrativa indelning
Estlands administrativa indelning är idag baserad på maakonnad (landskap). Landskapen är i sin tur indelade i kommuner.

## Estlands nuvarande landskap
Estland har 15 landskap (estniska maakond).
- Harjumaa (Harrien)
- Hiiumaa (Dagö)
- Ida-Virumaa (Östra Wierland / Östvirland)
- Jõgevamaa
- Järvamaa (Jerwen)
- Läänemaa (Wiek)
- Lääne-Virumaa (Västra Wierland / Västvirland)
- Põlvamaa
- Pärnumaa
- Raplamaa
- Saaremaa (Ösel)
- Tartumaa
- Valgamaa
- Viljandimaa
- Võrumaa

## Estlands landskap 1918–1940
- Harjumaa (Harrien)
- Järvamaa (Jerwen)
- Läänemaa (Wiek)
- Pärnumaa
- Petserimaa
- Saaremaa (Ösel)
- Tartumaa
- Valgamaa
- Viljandimaa
- Virumaa (Wierland)
- Võrumaa

## Landskap iguvernementet Estland1780–1910
- Harrien (Harjumaa)
- Jerwen (Järvamaa)
- Wierland (Virumaa)
- Wiek (Läänemaa)

## Landskap i Estland på 1600-talet

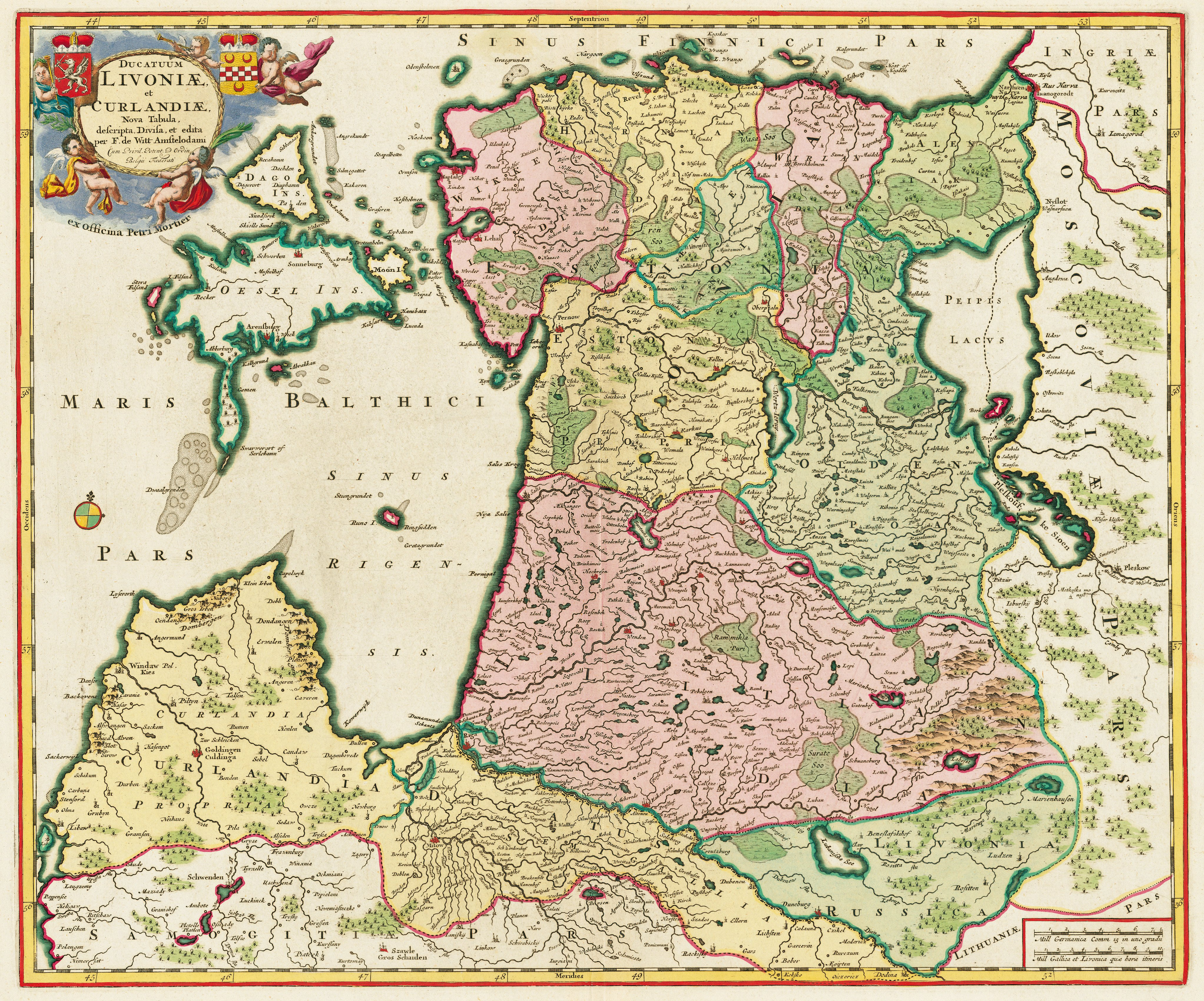
Ducatuum Livoniae et Curlandiae Nova Tabula, 1705

### Svenska
- Harrien (Harjumaa)
- Jerwen (Järvamaa)
- Wierland (Virumaa)
- Wiek (Läänemaa)

### Polska
- Pärnu vojvodskap
- Tartu vojvodskap

### Danska
- Ösel (Saaremaa)